# Ньюфейн (переписна місцевість, Нью-Йорк)
Ньюфейн (англ. Newfane) — переписна місцевість (CDP) в США, в окрузі Ніагара штату Нью-Йорк. Населення — 3662 особи (2020).

## Географія
Ньюфейн розташований за координатами 43°17′8″ пн. ш. 78°41′38″ зх. д. / 43.28556° пн. ш. 78.69389° зх. д. (43.285683, -78.693945).  За даними Бюро перепису населення США в 2010 році переписна місцевість мала площу 13,74 км², уся площа — суходіл.

## Демографія
Згідно з переписом 2010 року, у переписній місцевості мешкали 3822 особи в 1461 домогосподарстві у складі 1021 родини. Густота населення становила 278 осіб/км².  Було 1551 помешкання (113/км²).
Расовий склад населення:
| - 96,3 % — білих - 0,8 % — чорних або афроамериканців - 0,5 % — азіатів - 0,4 % — корінних американців |

До двох чи більше рас належало 1,4 %. Частка іспаномовних становила 1,2 % від усіх жителів.
За віковим діапазоном населення розподілялося таким чином: 23,7 % — особи молодші 18 років, 58,3 % — особи у віці 18—64 років, 18,0 % — особи у віці 65 років та старші. Медіана віку мешканця становила 41,5 року. На 100 осіб жіночої статі у переписній місцевості припадало 89,6 чоловіків;  на 100 жінок у віці від 18 років та старших — 86,4 чоловіків також старших 18 років.
Середній дохід на одне домашнє господарство  становив 55 712 долари США (медіана — 47 127), а середній дохід на одну сім'ю — 61 762 долари (медіана — 50 430). Медіана доходів становила 48 571 долар для чоловіків та 40 645 доларів для жінок. За межею бідності перебувало 13,1 % осіб, у тому числі 24,7 % дітей у віці до 18 років та 9,4 % осіб у віці 65 років та старших.
Цивільне працевлаштоване населення становило 1620 осіб. Основні галузі зайнятості: освіта, охорона здоров'я та соціальна допомога — 27,0 %, виробництво — 16,2 %, роздрібна торгівля — 10,7 %, будівництво — 8,0 %.